# Los rompecorazones
Los rompecorazones (Heartbreakers, en inglés) es una película dramática de 1984 protagonizada por Peter Coyote y Nick Mancuso. La película fue escrita y dirigida por Bobby Roth y fue presentada en el concurso oficial del Festival Internacional de Cine de Berlín de 1985. Esta sería la última aparición de Carol Wayne antes de morir en misteriosas circunstancias en Manzanillo, México, pocos meses después del estreno de la película.

## Argumento
Dos amigos de treinta y tantos años, Blue (Coyote) y Eli (Mancuso), llegan a una encrucijada en sus vidas. Blue es pintor especializado en retratos fetichistas de mujeres, que suele vender a revistas porno. El padre de Eli quiere que se haga cargo del negocio familiar de ropa interior, que ha estado financiando el estilo de vida playboy de Eli en el acelerado y decadente Los Ángeles de los años 80.
Blue tiene la oportunidad de exhibir su obra en una galería como arte legítimo si crea suficientes piezas nuevas para completar una exposición. Su sexy modelo tetona (Carol Wayne) está enamorada de Blue, y para complacerlo incluso parece dispuesta a participar en un trío con Eli.
Una exnovia, Cyd (Kathryn Harrold), saca a relucir los celos de Blue ahora que sale con un artista rival suyo (Max Gail). La conducta autodestructiva de Blue también pone en riesgo su relación con Liliane (Carole Laure), la gerente de una galería de arte que está a punto de exponer su obra.

## Reparto
- Peter Coyote como Arthur Blue
- Nick Mancuso como Eli
- Carole Laure como Liliane
- Max Gail como King
- James Laurenson como Terry Ray
- Carol Wayne como Candy
- Jamie Rose como Libby
- Kathryn Harrold como Cyd
- George Morfogen como Max
- Jerry Hardin como Warren Williams
- Henry G. Sanders como Reuben
- Walter Olkewicz como Marvin